# 伊集院光の偏愛博物館 (ミュージアム)
伊集院光の偏愛博物館（いじゅういんひかるのへんあいミュージアム）は、BS-TBSで2025年に放送された日本の教養バラエティ番組。伊集院光が、個人が運営するユニークな“私設博物館”を訪れ、館長の偏愛（こだわり）を深掘りする内容である。

## 概要
この番組では、趣味や嗜好を極めた人々が開いた“偏愛ミュージアム”を訪れ、伊集院が展示物を通じて館長との対話を楽しむ。単なるモノの紹介ではなく、偏愛の背景にある人生や情熱に迫ることが特徴である。

## 放送情報
- 放送局：BS-TBS
- 放送期間
  1. 2025年3月16日 - 3月29日
  2. 2025年7月29日 - 8月26日
- 放送回数：全10回（30分／回）

## エピソード
1. 時刻表ミュージアム（東京都中野区） - 2025年3月16日放送[2]
2. ならまち糞虫館（奈良県） - 同上[2]
3. 東洋民俗博物館（奈良県） - 2025年3月22日放送[2]
4. 翡翠原石館（東京都） - 同上[2]
5. 絶滅メディア博物館（東京都） - 2025年3月29日放送[3]
6. シャレコーベ・ミュージアム（兵庫県） - 同上[4]
7. マイコン博物館（東京都） - 2025年7月29日放送
8. アクセサリーミュージアム - 2025年8月5日放送予定
9. 金庫と鍵の博物館 - 2025年8月12日放送予定
10. 宮川香山 眞葛ミュージアム - 2025年8月26日放送予定

## 出演者
- 伊集院光（司会）

## スタッフ
- 演出・プロデューサー：土屋大路
- プロデューサー：秋山桃子
- アシスタントプロデューサー：前田愛子
- ディレクター：坂本篤、立川明子
- アシスタントディレクター：原田季歩、松口周平
- 制作：ユナイテッドプロダクションズ
- 製作・著作：BS-TBS

## 受賞
- 2025年3月度 ギャラクシー賞 月間賞[4]

## 評価
番組は、偏愛というテーマを通じて多様な価値観を紹介し、視聴者から高い評価を得た。特に第5回「絶滅メディア博物館」では、伊集院がVHSやHi-8といったメディア機器に強い反応を示す場面が話題となった。